# Londoner Protokoll (1877)
Das Londoner Protokoll war eine am 31. März 1877 in London unterzeichnete Erklärung der europäischen Großmächte kurz vor Ausbruch des Russisch-Türkischen Krieges.

## Geschichte
Auf Betreiben des russischen Gesandten in Konstantinopel, Nikolai Pawlowitsch Ignatjew, der vom 15. bis 27. März Paris, London, Wien und Berlin bereiste, kam es in London zur Abfassung eines Protokolls, das von den Gesandten in Großbritannien Georg Herbert zu Münster für Deutschland, Friedrich Ferdinand von Beust für Österreich-Ungarn, Luigi Federico Menabrea für Italien, Pjotr Andrejewitsch Schuwalow für Russland und George d’Harcourt für Frankreich sowie dem britischen Außenminister Lord Derby am 31. März unterzeichnet wurde.
In dem Protokoll forderten die europäischen Mächte das Osmanische Reich auf, in kürzester Zeit Reformen einzuleiten. Die Staaten behielten es sich vor, durch ihre Vertreter in Konstantinopel darüber zu wachen, in welcher Weise die türkische Regierung ihren Versprechungen nachkommen werde. Würde sich die Lage der christlichen Untertanen des Sultans nicht genügend verbessern, wäre das unverträglich mit den allgemeinen Interessen Europas und den Interessen der Mächte, die geeignete Maßnahmen zum Wohl der christlichen Untertanen und zur Erhaltung des allgemeinen Friedens treffen werden.
Bereits vor der Unterzeichnung des Protokolls gab Lord Derby eine schriftliche Erklärung ab, in der er feststellte, dass die britische Regierung nur zugunsten der Erhaltung des Friedens eingewilligt habe, das von der russischen Regierung vorgeschlagene Protokoll zu unterzeichnen. Sollte die Abrüstung Russlands und der Türkei sowie der Abschluss eines Friedens zwischen beiden Staaten nicht zustande kommen, werde das Protokoll als gegenstandslos betrachtet.
Ebenso gab der russische Botschafter Schuwalow eine schriftliche Erklärung vor der Protokollunterzeichnung ab. Sollte sich das Osmanische Reich bereit erklären, die osmanische Armee wieder auf Friedensstärke zu bringen und die im Protokoll genannten Forderungen umzusetzen, möge die türkische Regierung einen Vertreter nach Sankt Petersburg senden, um über Abrüstungen zu verhandeln. Würden die Übergriffe auf die christliche Bevölkerung im Osmanischen Reich fortdauern, werde die Demobilisierung der russischen Armee abgebrochen.
Das Osmanische Reich lehnte am 9. April 1877 die Annahme des Protokolls ab. In einem Rundschreiben an die Gesandten der fremden Höfe hieß es, dass die Staaten, die das Protokoll unterzeichneten, nur geringen Wert auf die Souveränität und Unabhängigkeit der Türkei legten. Die Türkei könne als unabhängiger Staat nicht zulassen, das sie unter eine Überwachung gestellt werde. Das Rundschreiben erinnerte an den Pariser Friedensschluss von 1856, in dem der Türkei die Unverletzlichkeit ihrer Souveränität und das Prinzip der Nichtintervention garantiert wurde.

## Inhalt (vollständig)

### Londoner Protokoll vom 31. März 1877
Die Mächte, die sich zur Befriedung des Ostens zusammengetan und zu diesem Zwecke an der Konferenz von Konstantinopel teilgenommen haben, erblicken das sicherste Mittel zu Erreichung des vorgesteckten Zieles vor allem in der Aufrechterhaltung des auf glückliche Weise zwischen ihnen erreichten Einvernehmens, sowie in der erneuten einstimmigen Bekräftigung ihres gemeinsamen Interesses an der Verbesserung des Loses der Christlichen Bevölkerung in der Türkei und an den in Bosnien, der Herzegowina und Bulgarien einzuführenden Neuerungen, die die Pforte unter dem Vorbehalte, sie selbst zu bewirken, angenommen hat.

Sie nehmen Kenntnis von dem Abschluss des Friedens mit Serbien.

Was Montenegro betrifft, so betrachten die Mächte die Berichtigung der Grenzen und die freie Schifffahrt auf der Boina für das Zustandekommen einer festen und dauerhaften Regelung als wünschenswert.

Die Mächte betrachten die zwischen der Pforte und den beiden Fürstentümern getroffenen oder noch zu treffenden Abmachungen als einen Schritt vorwärts auf dem Weg zu der Befriedung, die das Ziel ihrer gemeinsamen Wünsche bildet.

Sie fordern die Pforte auf, sich zu festigen, indem sie ihre Heere unbeschadet der zur Aufrechterhaltung der Ordnung nötigen Truppenstärken auf den Friedensstand herabsetzt und unverzüglich die Neuerungen ins Leben ruft, die für die Ruhe und die Wohlfahrt der Provinzen, mit deren Zustand sich die Konferenz beschäftigt hat, erforderlich sind. Sie erkennen an, dass die Pforte sich zur Durchführung eines bedeutenden Teils derselben bereit erklärt hat.

Sie nehmen insbesondere zur Kenntnis, von dem Rundschreiben der Pforte vom 13. Februar 1876 und von den Erklärungen, die die Ottomanische Regierung während der Konferenz und später durch ihre Vertreter abgegeben hat.

In Anbetracht dieser guten Gesinnung der Pforte und des unleugbaren Vorteils, der für sie in deren unmittelbarer Betätigung liegen würde, glauben sich die Mächte zu der Hoffnung berechtigt, dass die türkische Regierung den jetzt herrschenden friedlichen Zustand zu einer kraftvollen Durchführung jener Maßregeln benutzen wird, die dazu bestimmt sind, dem Lose der christlichen Bevölkerung die für die Ruhe Europas als unerlässlich einstimmig verlangte wirkliche Verbesserung angedeihen zu lassen, und das sie, einmal auf diesem Weg befindlich, es als eine Sache sowohl der Ehre als des eigenen Vorteils ansehen wird, treu und wirksam dabei zu verharren.

Die Mächte fassen den Vorsatz, mit Hilfe ihrer Vertreter in Konstantinopel und ihrer örtlichen Agenten sorgfältig darüber zu wachen, wie die Versprechungen der Ottomanischen Regierung erfüllt werden.

Sollte ihre Hoffnung noch einmal enttäuscht werden und die Lage der Christlichen Untertanen des Sultans keine solche Verbesserung erfahren, die die Wiederholung jener die Ruhe im Osten in regelmäßiger Wiederkehr störenden Verwicklungen verhinderte, so glauben sie erklären zu müssen, dass ein derartiger Zustand der Dinge mit ihren und den allgemeinen Interessen Europas nicht vereinbar sein würde. Für diesen Fall behalten sie sich gemeinsame Beschlussfassungen über die Mittel vor, die sie für die geeignetsten halten werden, die Wohlfahrt der Christlichen Bevölkerung und die Sache des allgemeinen Friedens sicherzustellen.
Geschehen zu London, den 31. März 1877

### Anlagen

#### Erklärung des Lord Derby
Der Unterzeichnete, Erster Staatssekretär für Auswärtige Angelegenheiten ihrer Britannischen Majestät, gibt zu dem heute von den Bevollmächtigten Großbritanniens, Österreich-Ungarns, Frankreichs, Deutschlands, Italiens und Rußlands unterzeichneten Protokoll folgende Erklärung ab: „Da die Regierung ihrer Britannischen Majestät einzig und allein zugunsten des europäischen Friedens eingewilligt hat, das von der russischen Regierung vorgeschlagene Protokoll zu unterzeichnen, so wird im voraus festgestellt, daß, im Falle das vorgesetzte Ziel – nämlich die beiderseitige Abrüstung Rußlands und der Türkei und der Friedensschluß zwischen beiden Staaten – nicht erreicht werden sollte, das in Rede stehende Protokoll als null und nichtig angesehen werden soll.“
London 31. März 1877

#### Erklärung des russischen Botschafters
Wenn der Friede mit Montenegro abgeschlossen ist und die Pforte, den Ratschlägen Europas folgend, sich bereit zeigt, auf den Friedensfuß zurückzukehren und die im Protokoll genannten Neuerungen ernstlich in Angriff zu nehmen, so möge sie einen Gesandten mit besonderer Vollmacht nach Petersburg schicken, um über die Abrüstung zu verhandeln, zu der Se. Majestät der Kaiser auch seinerseits Seine Zustimmung geben würde.

Wenn sich Metzeleien, ähnlich denen, wie sie Bulgarien mit Blut befleckt haben, ereigneten, so würde dies notwendigerweise die Demobilmachungsmaßregeln zum Stillstand bringen.